# Edward Neville Syfret
L'almirall Sir Edward Neville Syfret, GCB, KBE (20 de juny de 1889 - 10 de desembre de 1972) va ser un oficial superior de la Royal Navy que va assistir a les dues guerres mundials. Va ser nomenat cavaller per la seva part en l'Operació Pedestal, el crític comboi de Malta, a la Segona Guerra Mundial.

## Biografia

### Carrera naval
Nascut fill d'Edward Ridge Syfret de Ciutat del Cap a Sud-àfrica i educat al Diocesan College de Sud-àfrica i al Britannia Royal Naval College, Syfret es va incorporar a la Royal Navy el 1904 i, en els seus primers anys de servei, es va especialitzar en artilleria naval. Va jugar al partit de cricket de la Marina contra l'Exèrcit a Lord's el 1911 i el 1912.

### Primera Guerra Mundial
A la Primera Guerra Mundial esdevingué oficial d'artilleria als creuers lleugers HMS Aurora, HMS Centaur i HMS Curacoa.

### Anys d'entreguerres
El 1927 va ser oficial d'artilleria de la flota de la flota mediterrània.
Amb el rang de Comandant va ser nomenat a HMS Volunteer el 1928 abans de promocionar-se a Capità l'any següent. El 1932 va ser posat al comandament de l'HMS Caradoc a l'estació de la Xina el 1932.

### Segona Guerra Mundial
Syfret va servir inicialment a la Segona Guerra Mundial com a capità de l'HMS Rodney. El 1939 va esdevenir Secretari Naval Va ser nomenat comandant del 18è Esquadró de Creuers de la Flota Nacional el 1941 i va comandar les forces navals durant l'Operació Ironclad, la invasió de Madagascar el maig de 1942 i va ser el comandant del comboi de l'operació Pedestal, un comboi crític de Malta a l'agost de 1942. Després de Pedestal va ser nomenat Cavaller Comandant de l'orde del Bany "per la valentia i la resolució intrèpida en la lluita contra un important comboi fins a Malta davant dels atacs implacables de dia i nit de submarins, avions i forces de superfície enemigues".
Va ser nomenat comandant de la Força H més tard aquell any i després, el 1943, es va convertir en Vicecap de l'Estat Major Naval.
Després de la guerra esdevingué comandant en cap de la Flota Nacional; es va jubilar el 1948.

## Família
El 1913 es va casar amb Hildegarde Warner. Van tenir un fill i una filla.
Va morir a Highgate (Londres), el 10 d'octubre de 1972.

## Dates de promoció
Almirall - 01/02/1946
 Vicealmirall - 21/06/1943 (en funcions 10/01/1942)
 Contraalmirall - 05/01/1940
 Capità - 30/06/1929
 Comandant - 30/06/1922
 Tinent Comandant - 30/11/1917
 Tinent - 18/10/1910, antiguitat 30/11/1909
 Sotstinent - 16/09/1909, antiguitat 30/11/1908

## Condecoracions
Gran Creu de Cavaller de l'Orde del Bany
Company de l'Orde del Bany - 25/11/1941
Comandant de l'Orde del Bany - 08/09/1942
Gran Creu de l'Orde del Bany - 01/01/1948
 Cavaller Comandant de l'orde de l'Imperi Britànic 18/12/1945
 Estrella de 1914
 Medalla Britànica de la Guerra 1914-20
 Medalla de la Victòria 1914-1918
 Estrella de 1939-45
 Estrella d'Àfrica
 Medalla de la Guerra 1939-1945
 1 Menció als Despatxos (25/08/1942)
 Comandant de la Legió del Mèrit (Estats Units) (07/09/1943)
 Creu de Guerra 1914-1918 (França) (17/05/1918)